# 离西县
离西县，中国旧县名。
晋绥抗日根据地设。1941年由山西省离石县西部析置。以位县西得名。1946年撤销，仍并入离石县。 